# Worthing
Worthing város az Egyesült Királyságban, Dél-Angliában, a La Manche (English Channel) partján, Brighton központjától kb. 15 km-re nyugatra. Lakossága 104 ezer fő volt 2011-ben (borough).

## Népesség
Worthing népességének változása 1801-től:
| Népesség                                 | 2,151 | 7,615 | 9,744 | 11,873 | 14,002 | 19,177 | 24,479 | 31,301 | 37,906 | 45,905 | 55,584 | 67,305 | 77,155 | 88,467 | 90,686 | 98,066 | 97,540 |
| Forrás: A Vision of Britain through Time |       |       |       |        |        |        |        |        |        |        |        |        |        |        |        |        |        |

## Főbb látnivalók
Főbb látnivalók a környéken:
- Arundel Castle (a központtól 13 km)
- Brighton Museum & Art Gallery (16 km)
- Brighton Sea Life Centre (17 km)